# Kosaricha
Kosaricha (ros. Косариха) – wieś w Rosji, w rejonie charowskim obwodu wołogodzkiego.W 2002 r. liczyła 7, a w 2021 r. 4 mieszkańców.